# Villa Giusti
Villa Giusti è una villa veneta di Padova, situata in località Mandria.
È assai nota in quanto, il 3 novembre 1918, le autorità militari italiane e austriache vi firmarono l'armistizio che pose fine alla prima guerra mondiale, concluso dopo alcuni giorni di negoziati svolti nella limitrofa villa Molin.

## Storia
Si ritiene che villa Giusti fosse in origine una fattoria annessa alla già citata villa Molin e come questa appartenne alla nobile famiglia Capodilista. Fu convertita in residenza (o prima, forse, in foresteria) nel corso del Settecento. Ben più antica è la torre colombaia, originaria del Trecento.
Completamente restaurata nel XIX secolo, nei giorni dell'armistizio era di proprietà del conte Vettor Giusti del Giardino, di nobile famiglia veneta, già sindaco di Padova dal 1890 al 1897 e senatore del Regno d'Italia dal 1915. Prima dell'armistizio, la villa era stata residenza di re Vittorio Emanuele III che, di ritorno dal fronte e per evitare bombardamenti aerei al centro della città di Padova dove aveva stabilito il suo Comando, vi aveva soggiornato dal novembre del 1917 sino al gennaio del 1918. La sala dove fu firmato l'armistizio è tuttora intatta e il mobilio è ancora lo stesso di quella storica giornata.

## Descrizione

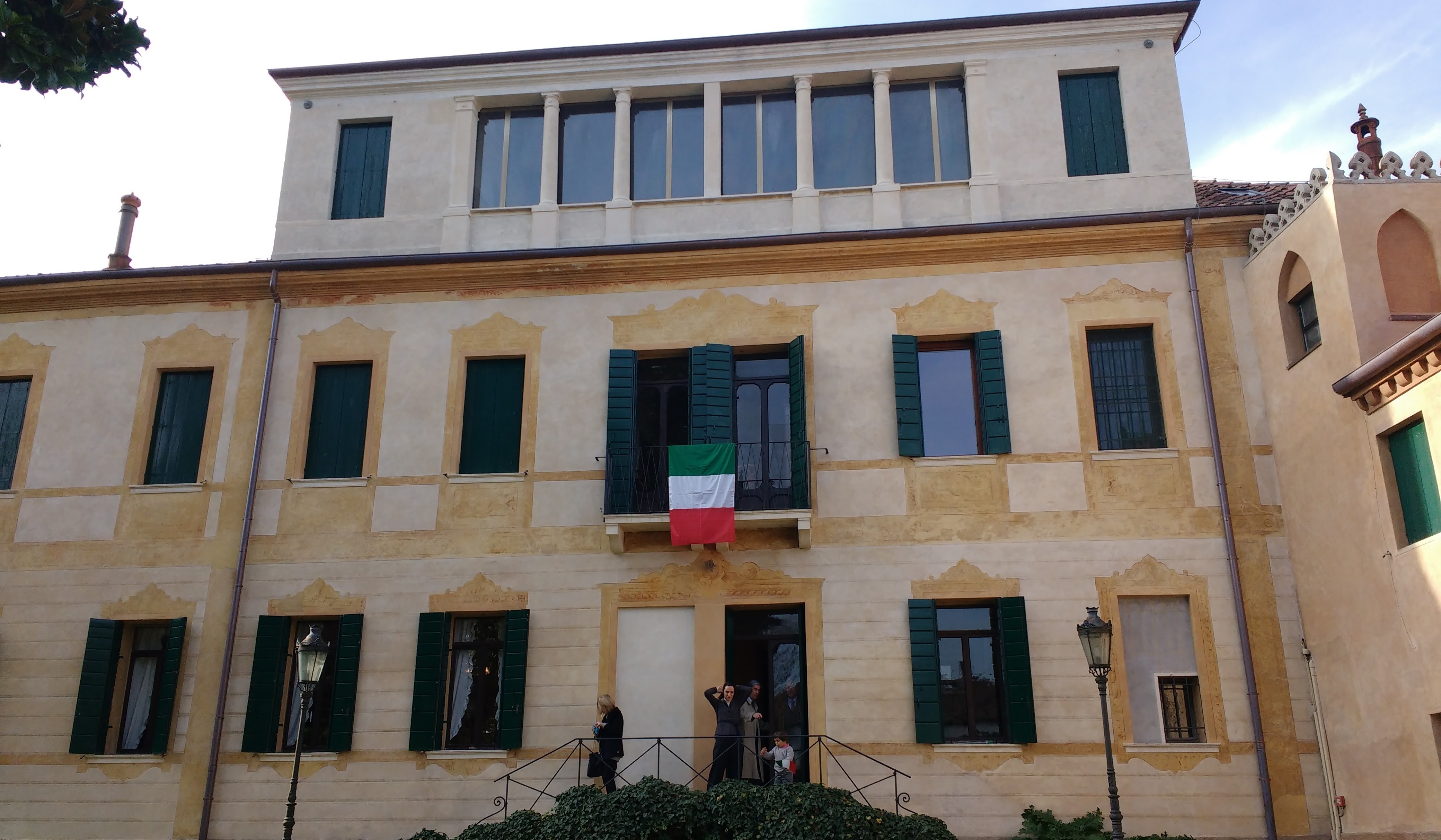
La facciata est con l'entrata secondaria
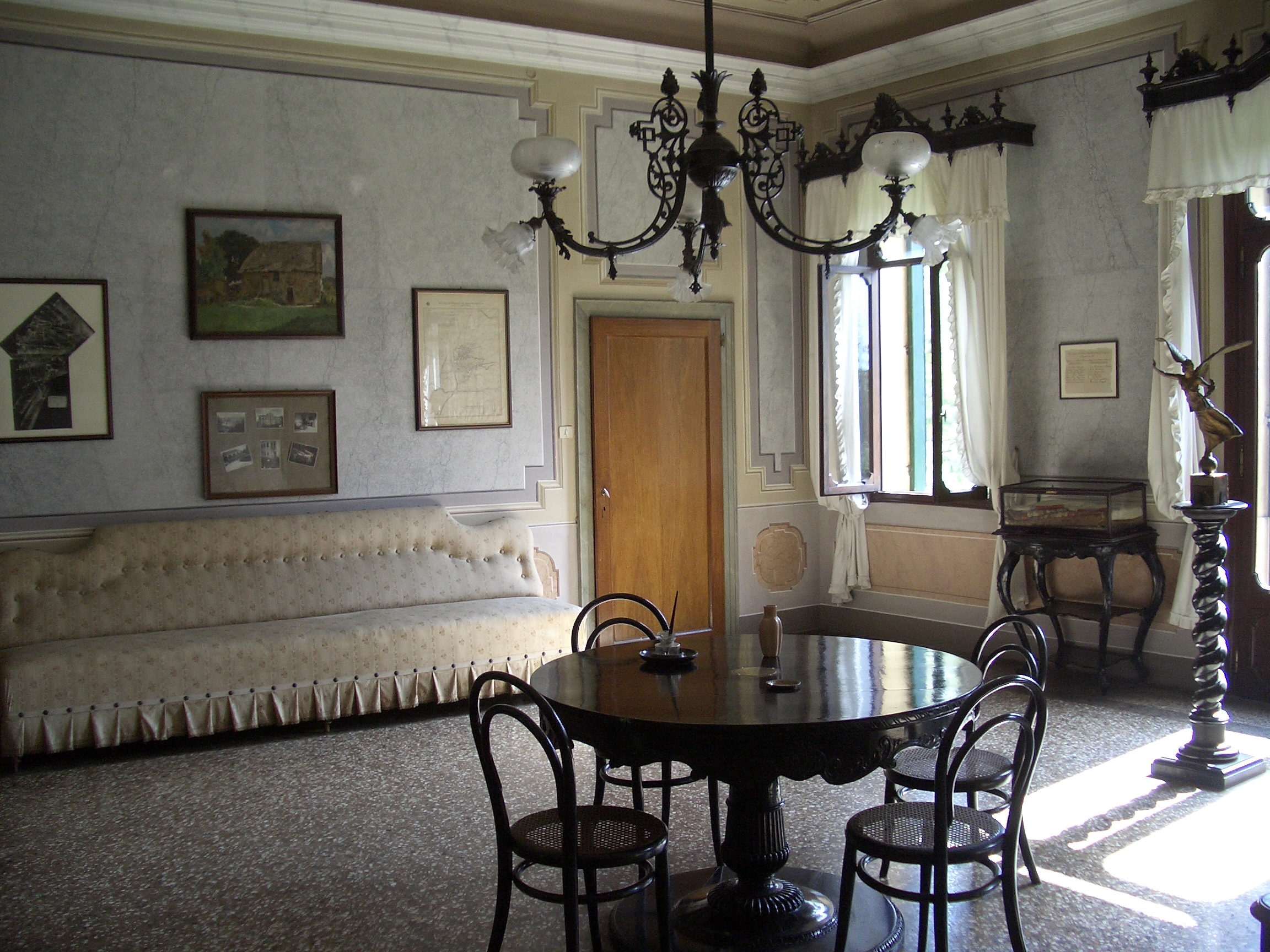
La sala della firma nel 2004